# 馬烏內區

馬烏內區（葡萄牙語：Majune），是莫桑比克的行政區，位於該國西北部，由尼亞薩省負責管轄，首府設於馬烏內，面積9,059平方公里，2007年人口29,702，人口密度每平方公里3.3人。